# 收屍人 (韓國電影)
，是2020年上映的韓國犯罪黑色喜劇，由洪意晶編寫劇本並執導，這也是她執導的首部電影長片，劉亞仁、劉在明及文勝雅主演，2020年10月15日在韓國上映。

## 劇情概要
泰仁和昌福二人為黑社會工作，負責清理犯罪現場及屍體，有一天接到了特殊的任務，臨照顧一名被綁架的11歲女童楚熙。

## 演員陣容

### 主要人物
- 劉亞仁 飾演 泰仁
- 劉宰明c 飾演 昌福
- 文勝雅 飾演 楚熙

### 其他人物
- 李佳恩 飾演 文珠
- 趙河碩 飾演 政韓
- 承亨培 飾演 俊哲
- 林江成 飾演 容碩
- 俞成柱 飾演 逸奎
- 金子英 飾演 明熙
- 徐東洙 飾演 英默
- 洪碩彬 飾演 崔警長
- 金韓娜 飾演 韓率巡警
- 李海運 飾演 被懸掛的男子
- 崔恩京 飾演 藝仁
- 安錫賢 飾演 養雞場的孩子
- 張善律 飾演 養雞場的孩子

## 製作

### 發展
洪意晶導演在2016年計劃與英国电影和电视艺术学院最佳短片獲獎者Afolabi Kuti合作製作此片，此片劇本被威尼斯双年展電影學院選為2016—2017年度優秀的12部作品之一，並入圍聖丹斯學院劇作實驗室名單。2019年，Lewis Pictures與Broccoli Pictures作為製片方加盟此片，電影發行則由Acemaker Movieworks負責。

### 拍攝
劇本圍讀於2019年7月19日舉行，主体拍摄於7月29日開始進行，主要在京畿道與江原道進行拍攝，同年9月12日殺青。

## 發行
此片於2020年10月15日在南韓電影院上映，之前曾在2020年6月戛纳电影节的坎城電影市場展中首映。

## 獎項榮譽
| 年份   | 頒獎禮                     | 獎項                         | 入圍者         | 结果 |
| ------ | -------------------------- | ---------------------------- | -------------- | ---- |
| 2020年 | 第26屆Cine21電影獎         | 年度韓國電影                 | 《收屍人》     | 5位  |
| 2020年 | 第26屆Cine21電影獎         | 年度最佳男演員               | 劉亞仁         | 獲獎 |
| 2021年 | 第41届青龍電影獎           | 最佳电影                     | 《收屍人》     | 提名 |
| 2021年 | 第41届青龍電影獎           | 最佳男主角                   | 劉亞仁         | 獲獎 |
| 2021年 | 第41届青龍電影獎           | 人氣明星獎                   | 劉亞仁         | 獲獎 |
| 2021年 | 第41届青龍電影獎           | 最佳新人導演                 | 洪意晶         | 獲獎 |
| 2021年 | 第41届青龍電影獎           | 劇本獎                       | 洪意晶         | 提名 |
| 2021年 | 第57屆百想藝術大獎         | 電影部門 作品獎              | 《收屍人》     | 提名 |
| 2021年 | 第57屆百想藝術大獎         | 電影部門 導演獎              | 洪意晶         | 獲獎 |
| 2021年 | 第57屆百想藝術大獎         | 電影部門 新人導演獎          | 洪意晶         | 提名 |
| 2021年 | 第57屆百想藝術大獎         | 電影部門 劇本獎              | 洪意晶         | 提名 |
| 2021年 | 第57屆百想藝術大獎         | 電影部門 男子最優秀演技獎    | 劉亞仁         | 獲獎 |
| 2021年 | 第57屆百想藝術大獎         | 電影部門 男子配角獎          | 劉在明         | 提名 |
| 2021年 | 第23屆遠東電影節           | White Mulberry獎             | 《收屍人》     | 提名 |
| 2021年 | 第35屆佛立堡國際電影節     | 大獎                         | 《收屍人》     | 提名 |
| 2021年 | 第25屆Fantasia國際電影節   | Cheval Noir部門 最佳电影     | 《收屍人》     | 獲獎 |
| 2021年 | 第25屆Fantasia國際電影節   | Cheval Noir部門 最佳男演員獎 | 劉亞仁         | 獲獎 |
| 2021年 | 第30屆釜日電影獎           | 最佳电影                     | 《收屍人》     | 提名 |
| 2021年 | 第30屆釜日電影獎           | 最佳導演                     | 洪意晶         | 提名 |
| 2021年 | 第30屆釜日電影獎           | 最佳新人導演                 | 洪意晶         | 獲獎 |
| 2021年 | 第30屆釜日電影獎           | 最佳男主角                   | 劉亞仁         | 獲獎 |
| 2021年 | 第30屆釜日電影獎           | 最佳男配角                   | 劉在明         | 提名 |
| 2021年 | 第30屆釜日電影獎           | 最佳攝影                     | 朴貞勳         | 提名 |
| 2021年 | 第30屆釜日電影獎           | 最佳音樂                     | 張赫鎮、張勇鎮 | 提名 |
| 2021年 | 第15屆亞洲電影大獎         | 最佳男主角                   | 劉亞仁         | 獲獎 |
| 2021年 | 第15屆亞洲電影大獎         | 最佳編劇                     | 洪意晶         | 提名 |
| 2021年 | 第15屆亞洲電影大獎         | 最佳新導演                   | 洪意晶         | 獲獎 |
| 2021年 | 第26屆春史電影獎           | 最佳男演員                   | 劉亞仁         | 提名 |
| 2021年 | 第26屆春史電影獎           | 最佳劇本                     | 洪意晶         | 提名 |
| 2021年 | 第26屆春史電影獎           | 最佳新人導演                 | 洪意晶         | 提名 |
| 2021年 | 第41屆韩国电影评论家协会奖 | 最佳新人導演                 | 洪意晶         | 獲獎 |
| 2021年 | 第41屆韩国电影评论家协会奖 | 十佳電影                     | 《收屍人》     | 獲獎 |
| 2021年 | 第6屆亞洲明星盛典          | 電影部門 年度最佳演員        | 劉亞仁         | 獲獎 |
| 2021年 | 第6屆亞洲明星盛典          | 亞洲藝人獎                   | 劉亞仁         | 獲獎 |
| 2021年 | 第22屆釜山電影評論家協會獎 | 大獎                         | 洪意晶         | 獲獎 |
| 2021年 | 第22屆釜山電影評論家協會獎 | 最佳劇本                     | 洪意晶         | 獲獎 |
| 2021年 | 第8屆韓國電影製作人協會獎  | 最佳新人導演                 | 洪意晶         | 獲獎 |
| 2022年 | 第20屆韓國導演選擇獎       | 電影類 最佳新人導演          | 洪意晶         | 獲獎 |
| 2022年 | 第20屆韓國導演選擇獎       | 電影類 最佳導演              | 洪意晶         | 提名 |
| 2022年 | 第20屆韓國導演選擇獎       | 電影類 最佳劇本              | 洪意晶         | 提名 |
| 2022年 | 第20屆韓國導演選擇獎       | 電影類 最佳男演員            | 劉亞仁         | 提名 |

## 外部連結
- Daum上《收屍人》的資料

- 韩国电影数据库（KMDb）上《收屍人》的資料
- 互联网电影数据库（IMDb）上《收屍人》的资料（英文）
- 豆瓣电影上《无声》的資料 （简体中文）
- 開眼電影網上《收屍人》的資料（繁體中文）
- Yahoo奇摩電影上《收屍人》的資料（繁體中文）